# Hockey sur glace aux Jeux olympiques de la jeunesse d'hiver de 2020
Navigation
Lillehammer 2016 Gangwon 2024
Les épreuves de hockey sur glace aux Jeux olympiques de la jeunesse d'hiver de 2020 ont lieu du 10 au 22 janvier 2020 à la Vaudoise Aréna de Lausanne.
Contrairement aux Jeux olympiques d'hiver au cours desquels seuls deux tournois, l'un masculin et l'autre féminin, sont organisés, les Jeux olympiques de la jeunesse d'hiver comprennent quatre épreuves de hockey sur glace : deux tournois classiques, l'un masculin et l'autre féminin, et deux tournois multinations 3x3. Afin d'être éligible, les athlètes doivent être nés entre le 1er janvier 2004 et le 31 décembre 2005.

## Tableau des médailles
| Épreuve                             | Or | Argent | Bronze |
| ----------------------------------- | --- | --- | --- |
| Tournoi masculin                    | Russie Danila Byzov Kirill Doljenkov Artiom Douda Danil Grigoriev Mikhaïl Gouliaïev Sergueï Ivanov Kirill Koudriavtsev Ilia Kvotchko Viatcheslav Malov Andreï Maliavine Matveï Mitchkov Ivan Mirochnitchenko Sergueï Mourachov Ilia Rogovski Nikita Ryjov Adel Safine Vladislav Sapounov     | États-Unis Vinny Borgesi Gavin Brindley Hunter Brzustewicz Seamus Casey Ryan Chesley Tyler Duke Maddox Fleming Cutter Gauthier Isaac Howard Lane Hutson Cruz Lucius Rutger McGroarty Frank Nazar Dylan Silverstein Arthur Smith Jimmy Snuggerud Charlie Stramel                    | Canada Justin Côté Nate Danielson Kocha Delic Dylan Ernst Adam Fantilli Vincent Filion Pano Fimis Cédrick Guindon Matthew Jovanovic Mats Lindgren Paul Ludwinski Tristan Luneau Denton Mateychuk Ty Nelson Matthew Savoie Antonin Verreault Noah Warren                                      |
| Tournoi masculin multinations 3 x 3 | Équipe Verte Nicolas Elgas (LUX) Artyom Pronichkin (RUS) Nathan Nicoud (FRA) Volodymyr Troshkin (UKR) Pablo González (ESP) Maks Perčič (SVN) Yam Yau (HKG) Alessandro Segafredo (ITA) Marek Potšinok (EST) Patrik Dalen (NOR) Ilya Korzun (BLR) Levente Hegedűs (HUN) Štěpán Maleček (CZE)   | Équipe Rouge Juho Lukkari (FIN) Denis Pasko (UKR) Lin Wei-yu (TPE) Aleks Menc (POL) Matija Dinić (SRB) Peter Repčík (SVK) Mackenzie Stewart (GBR) Dylan Wesseling (NED) Tjaš Lesničar (SVN) Sander Salvær (NOR) Jan Hornecker (SUI) Matthias Bittner (GER) Maël Halladj (FRA)      | Équipe Marron Luka Banek (CRO) Sai Lake (AUS) Hugo Galvez (FRA) Elvis Hsu (HKG) Axel Ruski-Jones (NZL) Marlon D'Acunto (GER) Erik Potšinok (EST) Evan Nauth (GBR) Artur Seniut (LTU) Matyáš Šapovaliv (CZE) Milán Ivády (HUN) Rastislav Eliáš (SVK) Sebastian Aarsund (NOR)                  |
| Tournoi féminin                     | Japon Yumeka Chujo Yuzuyu Fujii Nao Fukuda Komomo Ito Makoto Ito Minami Kamada Kaaya Komoto Nagomi Murakami Rio Noro Riri Noro Reina Sato Hina Shimomukai An Shinoda Himari Suzuki Masaki Tanabe Kyoka Tsutsumi Harua Umemori                                                                | Suède Linnea Adelbertson Anna Andersson Pusle Dyring-Andersen Nicole Hall Beatrice Hjälm Ella Jämsén Tuva Kandell Ida Karlsson Klara Kenttälä Olivia Klaar Pandora Nåtby Tindra Oknefjell Julia Perjus Linnéa Pettersson Dove Frida Simonsen Ebba Svensson Träff Alice Wallin      | Slovaquie Tereza Belková Zuzana Dobiášová Emma Donovalová Hana Fančovičová Lea Giertlová Lea Glosíková Nina Hudáková Laura Jancsóová Nikola Janeková Barbora Kapičáková Viktória Kučerová Simona Macková Laura Medviďová Mária Nemčeková Kristína Slováková Lily Stern Emma Bianka Živčáková |
| Tournoi féminin multinations 3 x 3  | Équipe Jaune Anke Steeno (BEL) Eva Aizpurua (ESP) Ludmilla Bourcet (FRA) Elisa Innocenti (ITA) Katya Blong (NZL) Iris van Houten (NED) Zuzana Trnková (CZE) Luisa Wilson (MEX) Shin Seo-yoon (KOR) Leonie Böttcher (GER) Nora Pollestad (NOR) Nubya Aeschlimann (SUI) Magdalena Luggin (AUT) | Équipe Noire Angelina Hurschler (SUI) Courtney Mahoney (AUS) Zhang Xinyue (CHN) Chang En-ni (TPE) Alicja Mota (POL) Nikola Janeková (SVK) Amy Robery (GBR) Daria Petrova (RUS) Kimberly Collard (NED) Luca Márton (HUN) Reina Sato (JPN) Emilia Kyrkkö (FIN) Carlotta Regine (ITA) | Équipe Bleue Sidre Özer (TUR) Valerie Christmann (SUI) Anna Kot (POL) Maria Runevska (BUL) Mirren Foy (GBR) Zuzana Dobiašová (SVK) Yana Krasheninina (RUS) Maya Stober (GER) Regina Metzler (HUN) Karolina Hengelmüller (AUT) Nikki Sharp (AUS) Yuna Kusama (JPN) Aya Juhl Petersen (DEN)    |